# Транжиры
«Транжиры» (англ. The Rounders, другие названия — Oh, What a Night / Revelry / Two of a Kind) — короткометражный фильм Чарли Чаплина, выпущенный 7 сентября 1914 года.

## Сюжет
Чарли возвращается навеселе домой, где его ждёт грозная жена. В то же время (и также в подпитии) возвращается его сосед Фэтти, который начинает ссориться с женой. Жена Чарли отправляет мужа разобраться, что к чему, однако того вышвыривают за дверь. Жена вступается за Чарли, и между женщинами вспыхивает жаркая ссора. Мужчины, не теряя времени даром, берут деньги и отправляются в ресторан. Там они чувствуют себя как дома и пытаются улечься спать, что едва не провоцирует драку: благо жены, объединенные пропажей мужей и, главное, денег, бросаются на их поиски и поспевают вовремя. Однако, пользуясь суматохой, пьяницы забираются в лодку и отчаливают от берега. Вскоре они засыпают крепким сном, а лодка тонет.

## В ролях
- Чарли Чаплин — гуляка
- Роско Арбакл — сосед Чарли (Фэтти)
- Филлис Аллен — жена Чарли
- Минта Дёрфи — жена Фэтти
- Эл Сент-Джон — коридорный / официант
- Джесс Денди — посетитель ресторана
- Эдгар Кеннеди — нет в титрах